# Alberti (Buenos Aires)
Pour les articles homonymes, voir Alberti.
Alberti est une ville dans la province de Buenos Aires, chef-lieu du partido d'Alberti, en Argentine.

## Géographie
Alberti se trouve dans la pampa de Buenos Aires et se situe à 180 km au sud-ouest de la capitale argentine. Le Río Salado passe au sud d'Alberti. Les méandres du fleuve créent, au sud de la ville, des étendues d'eau et des marais.

### Transports
La ville est reliée à Buenos Aires et Santa Rosa par la route nationale 5. La gare de la ville est desservie par le Chemin de fer Domingo Faustino Sarmiento (ligne Once-Santa Rosa-Toay), la reliant à Bragado et Buenos Aires.

## Toponymie
Le toponyme Alberti vient du nom de Manuel Alberti.

## Histoire
Le territoire actuel d'Alberti était frontalier entre les espagnols et les Amérindiens durant la période coloniale. C'est en 1870 qu'Andrés Vaccarezza, immigrant de Gênes, acquiert des terrains près du Río Salado. Lors de l'inauguration de la ligne Chivilcoy-Bragado est créée la gare Andrés Vaccarezza, autour de laquelle la ville se développera. Andrés Vaccarezza décide de fonder la ville le 27 octobre 1877, avec comme base un plan hippodamien. La ville nouvelle deviendra chef-lieu du partido d'Alberti lors de sa création, le 27 octobre 1910.

## Population et société
La ville comptait 8 260 habitants en 2010, ce qui représente un accroissement par rapport aux 7 493 habitants recensés en 2001.
Alberti dispose d'un hôpital municipal et de nombreuses écoles et établissements d'enseignement. On trouve une église catholique à Alberti, placée sous le vocable de Nuestra Señora del Rosario (Notre-Dame du Rosaire).

## Économie
L'économie d'Alberti est surtout basée sur l'agriculture et l'élevage, néanmoins, une petite zone industrielle planifiée se trouve sur le territoire de la ville.

## Sports
On trouve un complexe sportif au nord de la ville.

### Football
On trouve deux clubs de football à Alberti : le Club Atlético La Candelaria et le Club San Lorenzo. Chacun possède son stade.

## Culture et loisirs
On trouve deux musées à Alberti :
- le musée d'Andrés Vaccarezza El Molino, ancienne maison du fondateur de la ville,
- le musée d'Art contemporain Raúl Lozza.

## Lieux et monuments
- Palacio Municipal d'Alberti, réalisé par Francisco Salamone.
- Parc Municipal General San Martín, au nord de la ville.
- Église Nuestra Señora del Rosario (Notre-Dame du Rosaire).
- Les places Las Americas et General Arias.